# Danh sách loài của Aster
Aster là một chi thực vật có hoa thuộc họ Cúc. Tính đến tháng 8 năm 2024, Plants of the World Online công nhận 186 loài.
Đối với danh sách loài từng được xếp vào chi Aster, xem Danh sách đồng nghĩa của Aster.
- Aster ageratoides Turcz.
- Aster aitchisonii Boiss.
- Aster alatipes Hemsl.
- Aster albescens (DC.) Wall. ex Hand.-Mazz.
- Aster alpinus L.
- Aster altaicus Willd.
- Aster amellus L.
- Aster arenarius (Kitam.) Nemoto
- Aster argyropholis Hand.-Mazz.
- Aster asagrayi Makino
- Aster asteroides (DC.) Kuntze
- Aster atropurpurea W.P.Li & G.X.Chen
- Aster auriculatus Franch.
- Aster baccharoides Steetz
- Aster barbellatus Grierson
- Aster batangensis Bureau & Franch.
- Aster bellidiastrum (L.) Scop.
- Aster biennis Ledeb.
- Aster bietii Franch.
- Aster bipinnatisectus Ludlow ex Grierson
- Aster boweri Hemsl.
- Aster brachytrichus Franch.
- Aster brevicaulis W.P.Li
- Aster brevis Hand.-Mazz.
- Aster bulleyanus Jeffrey
- Aster chekiangensis (C.Ling ex Y.Ling) Y.F.Lu & X.F.Jin
- Aster chingshuiensis Y.C.Liu & C.H.Ou
- Aster chuanshanensis W.P.Li
- Aster crenatifolius Hand.-Mazz.
- Aster danyangensis Jae Y.Kim & G.Y.Chung
- Aster dianchuanensis J.W.Xiao & W.P.Li
- Aster dimorphophyllus Franch. & Sav.
- Aster diplostephioides (DC.) Benth. ex C.B.Clarke
- Aster dolichophyllus Y.Ling
- Aster dolichopodus Y.Ling
- Aster eligulatus (Y.Ling ex Y.L.Chen, S.Yun Liang & K.Y.Pan) Brouillet, Semple & Y.L.Chen
- Aster eremophilus Bunge
- Aster falconeri (C.B.Clarke) Hutch.
- Aster fanjingshanicus Y.L.Chen & D.J.Liu
- Aster farreri W.W.Sm. & Jeffrey
- Aster filipes J.Q.Fu
- Aster flaccidus Bunge
- Aster formosanus Hayata
- Aster fulgidulus Grierson
- Aster fuscescens Bureau & Franch.
- Aster giraldii Diels
- Aster glehnii F.Schmidt
- Aster gouldii C.E.C.Fisch.
- Aster gracilicaulis Y.Ling ex J.Q.Fu
- Aster guanwuensis S.S.Ying
- Aster handelii Onno
- Aster hayatae H.Lév. & Vaniot
- Aster helenae Merr.
- Aster heliopsis Grierson
- Aster hersileoides C.K.Schneid.
- Aster heterolepis Hand.-Mazz.
- Aster himalaicus C.B.Clarke
- Aster hispidus Thunb.
- Aster holohermaphroditus (Grierson) R.Abid & Qaiser
- Aster hololachnus Y.Ling ex Y.L.Chen, S.Yun Liang & K.Y.Pan
- Aster homochlamydeus Hand.-Mazz.
- Aster huangpingensis W.P.Li & Zhi Li
- Aster hunanensis Hand.-Mazz.
- Aster hypoleucus Hand.-Mazz.
- Aster iinumae Kitam.
- Aster ilanmontanus S.S.Ying
- Aster incisus Fisch.
- Aster indamellus Grierson
- Aster indicus L.
- Aster ionoglossus Y.Ling ex Y.L.Chen, S.Yun Liang & K.Y.Pan
- Aster itsunboshi Kitam.
- Aster jeffreyanus Diels
- Aster jiangkouensis X.L.Yu & Xiong Li
- Aster jiulongshanensis Z.H.Chen, X.Y.Ye & C.C.Pan
- Aster kanoi S.W.Chung, W.J.Huang & T.C.Hsu
- Aster kantoensis Kitam.
- Aster komonoensis Makino
- Aster koraiensis Nakai
- Aster labrangensis Hand.-Mazz.
- Aster langaoensis J.Q.Fu
- Aster latibracteatus Franch.
- Aster lautureanus (Debeaux) Franch.
- Aster lavandulifolius Hand.-Mazz.
- Aster likiangensis Franch.
- Aster limosus Hemsl.
- Aster lingii G.J.Zhang & T.G.Gao
- Aster lingulatus Franch.
- Aster lipskii Kom.
- Aster lixianensis (J.Q.Fu) Brouillet, Semple & Y.L.Chen
- Aster lushiensis (J.Q.Fu) Brouillet, Semple & Y.L.Chen
- Aster maackii Regel
- Aster mangshanensis Y.Ling
- Aster marchandii H.Lév.
- Aster medius (Krylov) Serg.
- Aster megalanthus Y.Ling
- Aster menelii H.Lév.
- Aster meyendorffii (Regel & Maack) Voss
- Aster microcephalus (Miq.) Franch. & Sav.
- Aster miquelianus H.Hara
- Aster miyagii Koidz.
- Aster molliusculus (Lindl. ex DC.) C.B.Clarke
- Aster mongolicus Franch.
- Aster morrisonensis Hayata
- Aster motuoensis Y.L.Chen
- Aster moupinensis (Franch.) Hand.-Mazz.
- Aster nakaoi Kitam.
- Aster neoelegans Grierson
- Aster nigromontanus Dunn
- Aster nitidus C.C.Chang
- Aster oldhamii Hemsl.
- Aster oliganthus W.P.Li & Zhi Li
- Aster oreophilus Franch.
- Aster ovalifolius Kitam.
- Aster panduratus Nees ex Walp.
- Aster pekinensis (Hance) F.H.Chen
- Aster philippinensis S.Moore
- Aster piccolii Hook.f.
- Aster poliothamnus Diels
- Aster polius C.K.Schneid.
- Aster popovii Botsch.
- Aster prainii (J.R.Drumm.) Y.L.Chen
- Aster procerus Hemsl.
- Aster pseudosimplex Brouillet, Semple & Y.L.Chen
- Aster pujosii Quézel
- Aster pycnophyllus Franch. ex W.W.Sm.
- Aster pyrenaeus Desf. ex DC.
- Aster quanzhouensis M.Tang, G.J.Yan & W.P.Li
- Aster retusus Ludlow
- Aster rockianus Hand.-Mazz.
- Aster rugulosus Maxim.
- Aster salwinensis Onno
- Aster sampsonii Hemsl.
- Aster sanczirii Kamelin & Gubanov
- Aster sanqingshanicus J.W.Xiao & W.P.Li
- Aster satsumensis Soejima
- Aster savatieri Makino
- Aster saxicola W.P.Li & Z.Li
- Aster scaber Thunb.
- Aster × sekimotoi Makino
- Aster semiamplexicaulis (Makino) Makino ex Koidz.
- Aster semiprostratus (Grierson) H.Ikeda
- Aster senecioides Franch.
- Aster setchuenensis Franch.
- Aster shimadae (Kitam.) Nemoto
- Aster sikkimensis Hook.f. & Thomson
- Aster sikuensis W.W.Sm. & Farrer
- Aster sinianus Hand.-Mazz.
- Aster sinoangustifolius Brouillet, Semple & Y.L.Chen
- Aster siyuanensis S.S.Ying
- Aster smithianus Hand.-Mazz.
- Aster sohayakiensis Koidz.
- Aster souliei Franch.
- Aster spathulifolius Maxim.
- Aster sphaerotus Y.Ling
- Aster stracheyi Hook.f.
- Aster sugimotoi Kitam.
- Aster taiwanensis Kitam.
- Aster takasago-montanus Sasaki
- Aster taliangshanensis Y.Ling
- Aster taoshanensis S.S.Ying
- Aster taoyuenensis S.S.Ying
- Aster tataricus L.f.
- Aster techinensis Y.Ling
- Aster tenuipes Makino
- Aster tianmenshanensis G.J.Zhang & T.G.Gao
- Aster tientschwanensis Hand.-Mazz.
- Aster tonglingensis G.J.Zhang & T.G.Gao
- Aster tongolensis Franch.
- Aster tricephalus C.B.Clarke
- Aster trichoneurus Y.Ling
- Aster trinervius Roxb. ex D.Don
- Aster turbinatus S.Moore
- Aster velutinosus Y.Ling
- Aster verticillatus (Reinw.) Brouillet, Semple & Y.L.Chen
- Aster vestitus Franch.
- Aster viscidulus (Makino) Makino
- Aster vvedenskyi Bondarenko
- Aster wattii C.B.Clarke
- Aster willkommii Sch.Bip.
- Aster woroschilovii Zdor. & I.I.Shapoval
- Aster xianjuensis Y.F.Lu, W.Y.Xie & X.F.Jin
- Aster yakushimensis (Kitam.) Soejima & Yahara
- Aster yamazutae Matsuda
- Aster yomena (Kitam.) Honda
- Aster yoshinaganus (Kitam.) Mot.Ito & Soejima
- Aster yuanqunensis (J.Q.Fu) Brouillet, Semple & Y.L.Chen
- Aster yunnanensis Franch.